# Huntland
Huntland és una població dels Estats Units a l'estat de Tennessee. Segons el cens del 2000 tenia 916 habitants.

## Demografia
Segons el cens del 2000, Huntland tenia 916 habitants, 364 habitatges, i 255 famílies. La densitat de població era de 243,9 habitants/km².
Dels 364 habitatges en un 29,1% hi vivien nens de menys de 18 anys, en un 51,4% hi vivien parelles casades, en un 14% dones solteres, i en un 29,9% no eren unitats familiars. En el 28,6% dels habitatges hi vivien persones soles el 15,4% de les quals corresponia a persones de 65 anys o més que vivien soles. El nombre mitjà de persones vivint en cada habitatge era de 2,47 i el nombre mitjà de persones que vivien en cada família era de 3.
Per edats la població es repartia de la següent manera: un 22,6% tenia menys de 18 anys, un 8,6% entre 18 i 24, un 28,1% entre 25 i 44, un 23,1% de 45 a 60 i un 17,6% 65 anys o més.
L'edat mediana era de 39 anys. Per cada 100 dones de 18 o més anys hi havia 89,6 homes.
La renda mediana per habitatge era de 30.417 $ i la renda mediana per família de 38.125 $. Els homes tenien una renda mediana de 27.500 $ mentre que les dones 21.905 $. La renda per capita de la població era de 16.676 $. Entorn del 10,8% de les famílies i el 13,2% de la població estaven per davall del llindar de pobresa.

## Poblacions més properes
El següent diagrama mostra les poblacions més properes.